# Нубийский горный козёл
Нуби́йский го́рный козёл (лат. Capra nubiana) — млекопитающее из рода горных козлов (Capra) подсемейства козьих (Caprinae) семейства полорогих (Bovidae).

## Внешний вид
Нубийские горные козлы — это самые маленькие из всех горных козлов. Они имеют хорошо выраженный половой диморфизм: самки в среднем в три раза меньше самцов по размерам. Общая длина тела у самцов составляет 125 см, а у самок 105 см. Высота в плечах в среднем 75 см у самцов и 65 см у самок. Средняя масса тела самцов 62,5 кг, самок — 26,5 кг.
Общий окрас нубийских горных козлов желтовато-коричневый (под цвет окружающей среды), с чёрными и белыми пятнами на ногах и белым животом. Возможны изменения окраса, начинающиеся в августе, когда у самцов он может варьировать от тёмно-коричневого до чёрного на шее, груди, плечах, на животе и передней стороне бёдер. У самцов есть тёмная полоса на спине. Рога очень длинные и тонкие, загнутые сначала назад, а затем вниз. У самцов рога могут достигать 120 см в длину, у самок — до 35 см. Самцы этого вида козлов имеют длинные тёмные бороды. Бороды имеются и у старших самок.

## Поведение
Нубийские горные козлы населяют горные районы, включая ущелья, каменистые осыпи и районы с бедной растительностью. Как правило, обитают в наиболее отдалённых, высоких и крутых скалах.
Нубийские горные козлы не очень громкие животные, но они выработали систему сигналов, для того чтобы проявлять свою агрессию.
Самый старый из всех известных нубийских горных козлов прожил в неволе 17 лет. Однако считается, что в дикой природе они живут меньше, 10—16 лет.

## Систематика и распространение
Нубийский горный козёл образует 2 подвида:
- Capra nubiana nubiana — распространён на Аравийском полуострове и севере Африки к востоку от Нила. Обитает в скалистых горах на высоте до 2800 метров.
- Capra nubiana sinaitica — Синайский горный козёл[7], Синайский полуостров, пустыня Негев, Аравийский полуостров (за исключением восточной и большей части центральной части); населяет сухие пустынные горы, глубокие вади и крутые скалы, недалеко от пресных водоёмов[7].

## Нубийский горный козёл и человек
В сухой период нубийские горные козлы нуждаются в водопое, где их подстерегают бедуины. Большой урон поголовью козлов наносят и их естественные враги — леопарды, а также волки и полосатые гиены. По состоянию на 1997 год в мире сохранилось всего около 2500 особей нубийского горного козла. Его статус в Международной Красной книге — уязвимый (англ. VU, Vulnerable).